# Base Aérea Capitán Germán Olano

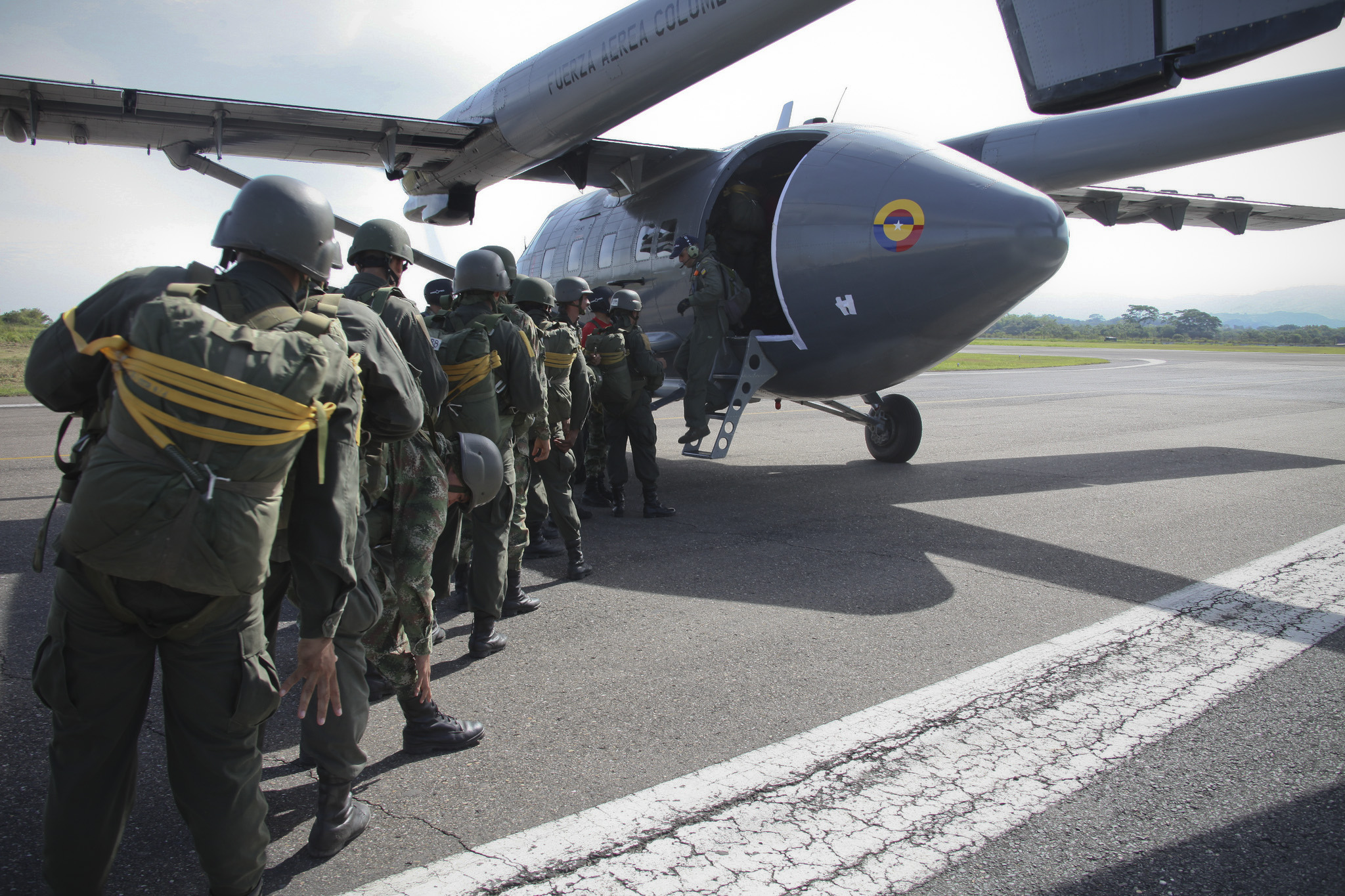
Base aérea

La Base Aérea Capitán Germán Moreno Olano  es una base militar colombiana asignada a la Fuerza Aérea Colombiana, en el Comando Aéreo de Combate Núm. 1 o CACOM 1. La base está localizada en Palanquero, cerca de Puerto Salgar, en el departamento de Cundinamarca, Colombia. Tiene el nombre en honor del capitán Germán Olano Moreno.

## Instalaciones
La base aérea reside en una elevación de 566 pies (173 ) por encima de nivel de mar medio. Tiene una pista de aterrizaje designada 18/36 con una superficie de asfalto que mide 9,987 por 164 pies (3,044   m).

## Historia
Inaugurada oficialmente eL 27 de agosto del 1933 por el presidente de la república Enrique Olaya Herrera, cuando era el aeropuerto nacional de La Dorada.
En 1932, debido al conflicto con Perú, la idea de crear una base en una ubicación estratégica central tomaba importancia. Desde aquel entonces la Hacienda Palanquero era ya usada como un aeropuerto por la aerolínea Sociedad Colombo-Alemana de Transportes Aéreos (Scadta) desde 1919.

## Accidentes e muertos
- El 31 de diciembre de 2014, Una aeronave de combate IAI Kfir C10  del CACOM-1 chocó mientras emprendía una misión de entrenamiento sobre La Dorada en Caldas. El piloto expulsó seguir un fracaso técnico mientras se acercaba a la Base Aérea de Palanquero en Puerto Salgar, Cundinamarca.
- El 18 de febrero de 2009, Un Basler BT-67 FAC 1670 de la Fuerza Aérea Colombiana chocó cerca la base en un vuelo de formación local. Cinco miembros de la tripulación resultaron muertos.[3][4]
- El 15 de mayo de 2009, Un Dassault Mirage 5 FAC 3031 de la Fuerza Aérea Colombiana chocó por la cabecera 36 después de un fallido despegue. El piloto hizo los procedimientos de emergencia y expulsados, dejando ilesos.